# Tove Lill Løyte
Tove Lill Løyte (Kristiansand, Noruega), también conocida como Lilly, es una modelo internacional, y política local noruega.

## Modelo
Løyte se mudó a Los Ángeles donde vivió en una mansión con cuatro modelos suecas.

## Política
Løyte estudió Ciencias Políticas en la Universidad de Agder. Fue la líder de la Organización Juventud del partido político noruego Partido del Progreso, el Partido Juntentud del Progreso(Fremskrittspartiets Ungdom en noruego) en la provincia de Vest-Agder.